# Novy-Chevrières
Novy-Chevrières est une commune française, située dans le département des Ardennes en région Grand Est.

## Géographie

### Localisation
Le petit village de Novy-Chevrières se situe dans le département ardennais à environ 45 km de la ville de Reims.

### Hydrographie
La commune est dans la région hydrographique « la Seine du confluent de l'Oise (inclus) à l'embouchure » au sein du bassin Seine-Normandie. Elle est drainée par la Dyonne, le cours d'eau 01 de la commune d'Amagne, le cours d'eau 01 du Buisson Baudelet, le cours d'eau 04 de la commune de Lucquy, le cours d'eau 01 de la commune de Novy-Chevrières, le cours d'eau 01 de la Bertonnière, le Fossé de la Perrière, le Fossé des Pâtures, le cours d'eau 01 du Grand Vivier, le Fossé de la Prêle et le Fossé de la Queue du Marais,.

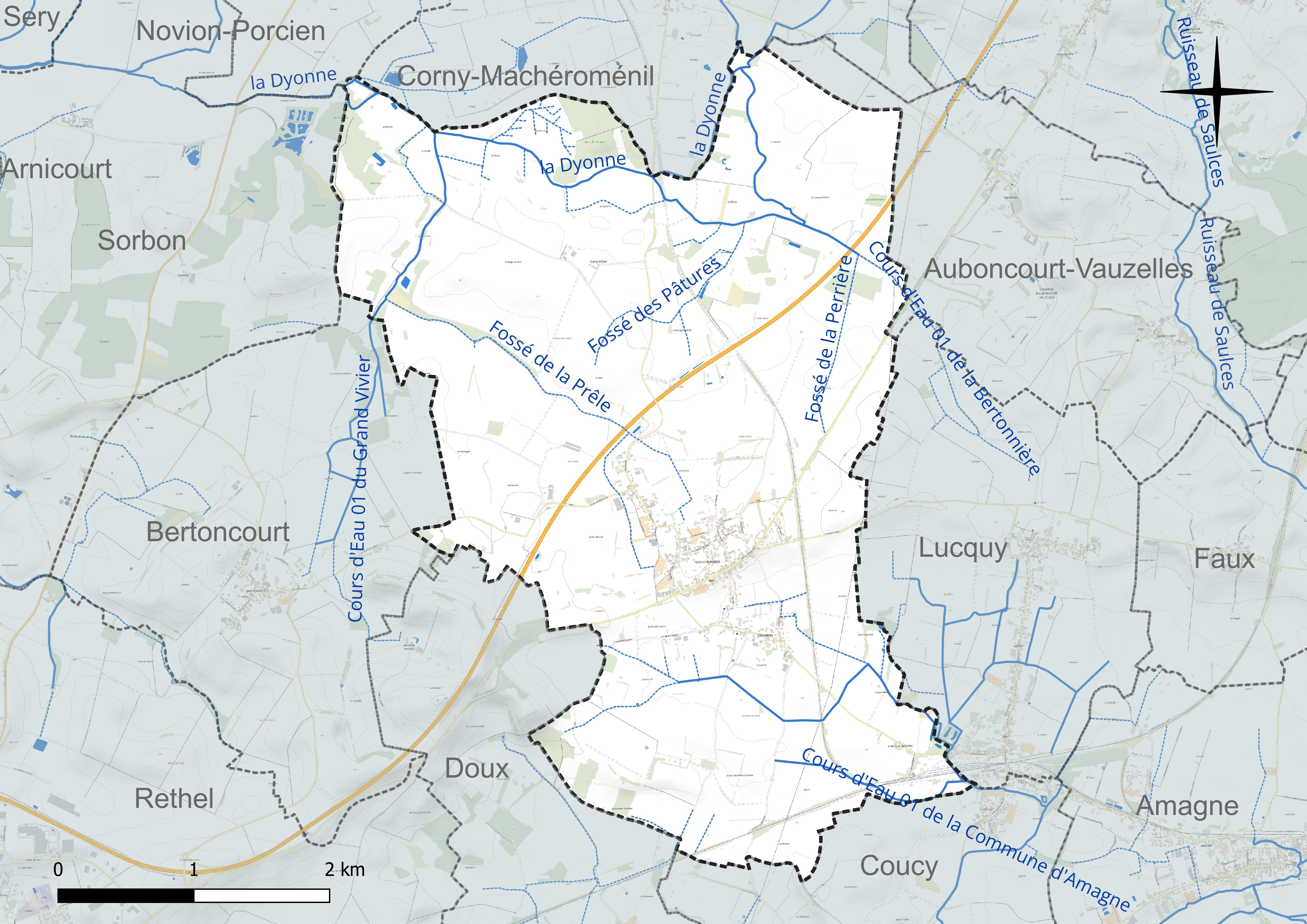
Réseau hydrographique de Novy-Chevrières.

### Climat
Pour des articles plus généraux, voir Climat du Grand Est et Climat des Ardennes.
En 2010, le climat de la commune est de type climat océanique dégradé des plaines du Centre et du Nord, selon une étude du Centre national de la recherche scientifique s'appuyant sur une série de données couvrant la période 1971-2000. En 2020, Météo-France publie une typologie des climats de la France métropolitaine dans laquelle la commune est exposée à un climat océanique altéré et est dans la région climatique Nord-est du bassin Parisien, caractérisée par un ensoleillement médiocre, une pluviométrie moyenne régulièrement répartie au cours de l’année et un hiver froid (3 °C).
Pour la période 1971-2000, la température annuelle moyenne est de 10,2 °C, avec une amplitude thermique annuelle de 15,6 °C. Le cumul annuel moyen de précipitations est de 767 mm, avec 12 jours de précipitations en janvier et 9 jours en juillet. Pour la période 1991-2020, la température moyenne annuelle observée sur la station météorologique de Météo-France la plus proche, « Saulces-Champenoises », sur la commune de Saulces-Champenoises à 11 km à vol d'oiseau, est de 11,0 °C et le cumul annuel moyen de précipitations est de 691,6 mm. 
La température maximale relevée sur cette station est de 41,1 °C, atteinte le 25 juillet 2019 ; la température minimale est de −13,9 °C, atteinte le 7 février 2012,,.
Les paramètres climatiques de la commune ont été estimés pour le milieu du siècle (2041-2070) selon différents scénarios d'émission de gaz à effet de serre à partir des nouvelles projections climatiques de référence DRIAS-2020. Ils sont consultables sur un site dédié publié par Météo-France en novembre 2022.

## Urbanisme

### Typologie
Au 1er janvier 2024, Novy-Chevrières est catégorisée commune rurale à habitat dispersé, selon la nouvelle grille communale de densité à 7 niveaux définie par l'Insee en 2022.
Elle est située hors unité urbaine. Par ailleurs la commune fait partie de l'aire d'attraction de Reims, dont elle est une commune de la couronne,. Cette aire, qui regroupe 294 communes, est catégorisée dans les aires de 200 000 à moins de 700 000 habitants,.

### Occupation des sols
L'occupation des sols de la commune, telle qu'elle ressort de la base de données européenne d’occupation biophysique des sols Corine Land Cover (CLC), est marquée par l'importance des territoires agricoles (93,5 % en 2018), en diminution par rapport à 1990 (94,4 %). La répartition détaillée en 2018 est la suivante : 
terres arables (61,4 %), prairies (16,2 %), zones agricoles hétérogènes (15,9 %), zones urbanisées (4 %), forêts (2,5 %). L'évolution de l’occupation des sols de la commune et de ses infrastructures peut être observée sur les différentes représentations cartographiques du territoire : la carte de Cassini (XVIIIe siècle), la carte d'état-major (1820-1866) et les cartes ou photos aériennes de l'IGN pour la période actuelle (1950 à aujourd'hui).

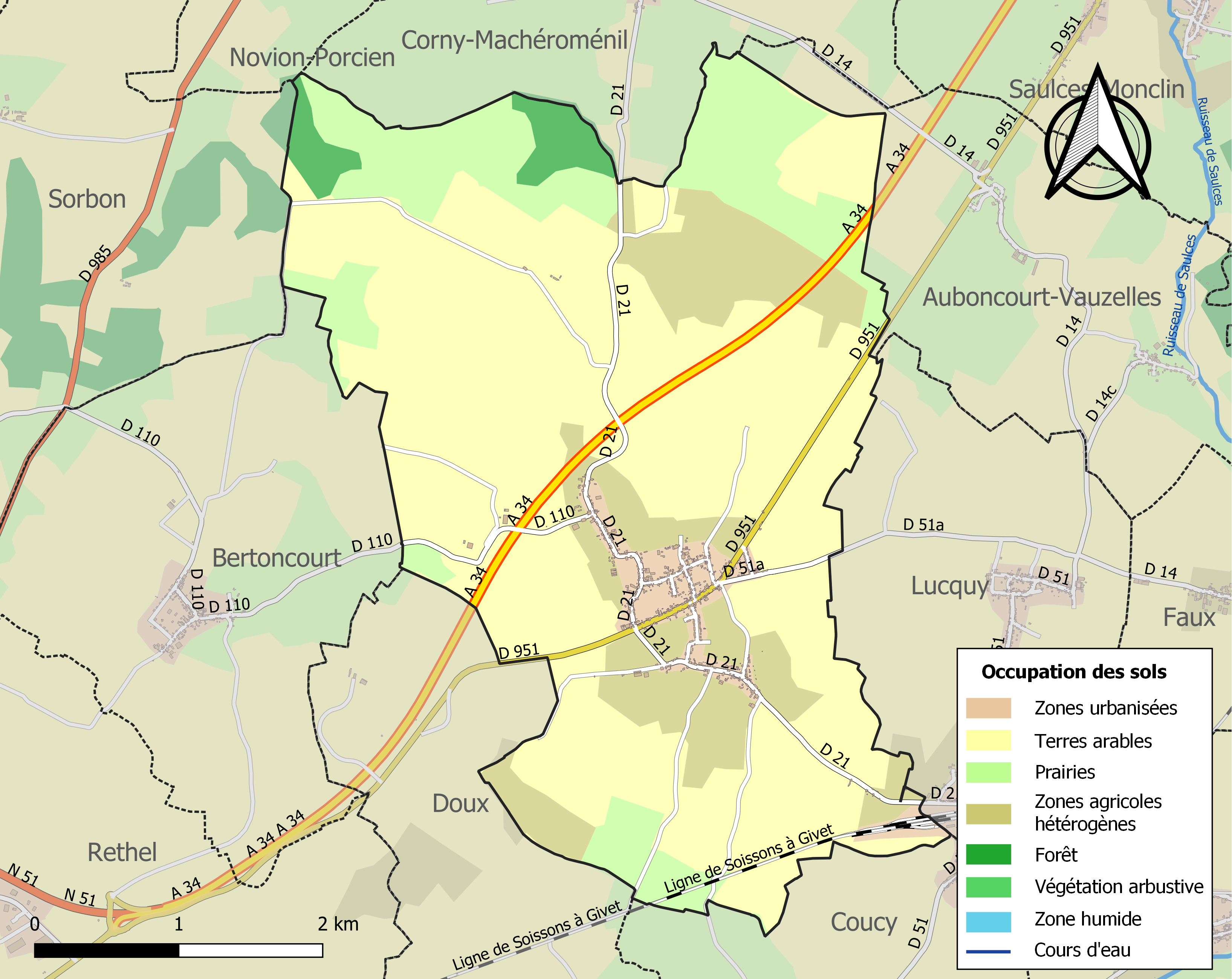
Carte des infrastructures et de l'occupation des sols de la commune en 2018 (CLC).

## Histoire
Antiquité : Les racines remontent à plus de 3000 ans avec des traces anciennes datant du néolithique, une présence gauloise étant attestée deux siècles av. J.-C. avec d'importants aménagements agricoles (drainages), des puits et des traces de métallurgie, rites funéraires, etc. Au Ier siècle, une importante villa gallo-romaine avec thermes privés existait au Hocheux (au N de Novy), à proximité de la voie romaine Reims Cologne et sans doute assez semblable à celle de Warcq mais des traces d'incendie datant de la fin du IIIe siècle laissent à penser qu'elle eut maille à partir avec les Francs.
Le nom de Novy vient peut-être de "Noviacum" ou de "Novus Vicus" mais un village a subsisté aux époques mérovingiennes et carolingiennes car un cimetière fut attesté, en 1936, à proximité du lieudit la Fontaine Saint-Remi.
Au Moyen Âge, Novy dépendait des puissants comtes de Rethel et sa donation aux moines de Sauve-Majeure  incluait Barby, Novy et une partie des habitants dont le mayeur de Novy (probablement un intendant du comte) mais l'origine de Chevrières est tardive, sans doute du XIe ou du XIIe siècle puisque le premier écrit la concernant date de 1232 avec l'édification d'une chapelle par un vassal du comte mais cette petite seigneurie sera rapidement affaiblie et divisée par les partages entre fratries.
Une abbaye est fondée au XIe siècle à la suite d'un conflit entre les moines et Hugues Ier de Rethel. Pendant cinq siècles, elle dépend de l'abbaye de La Sauve-Majeure. En 1640, elle est attribuée aux bénédictins de l'abbaye Saint-Vanne de Verdun qui construisent une nouvelle église, dernier vestige de leur présence. En 1680, le village de Novy les Moines devient une cure du diocèse de Reims.

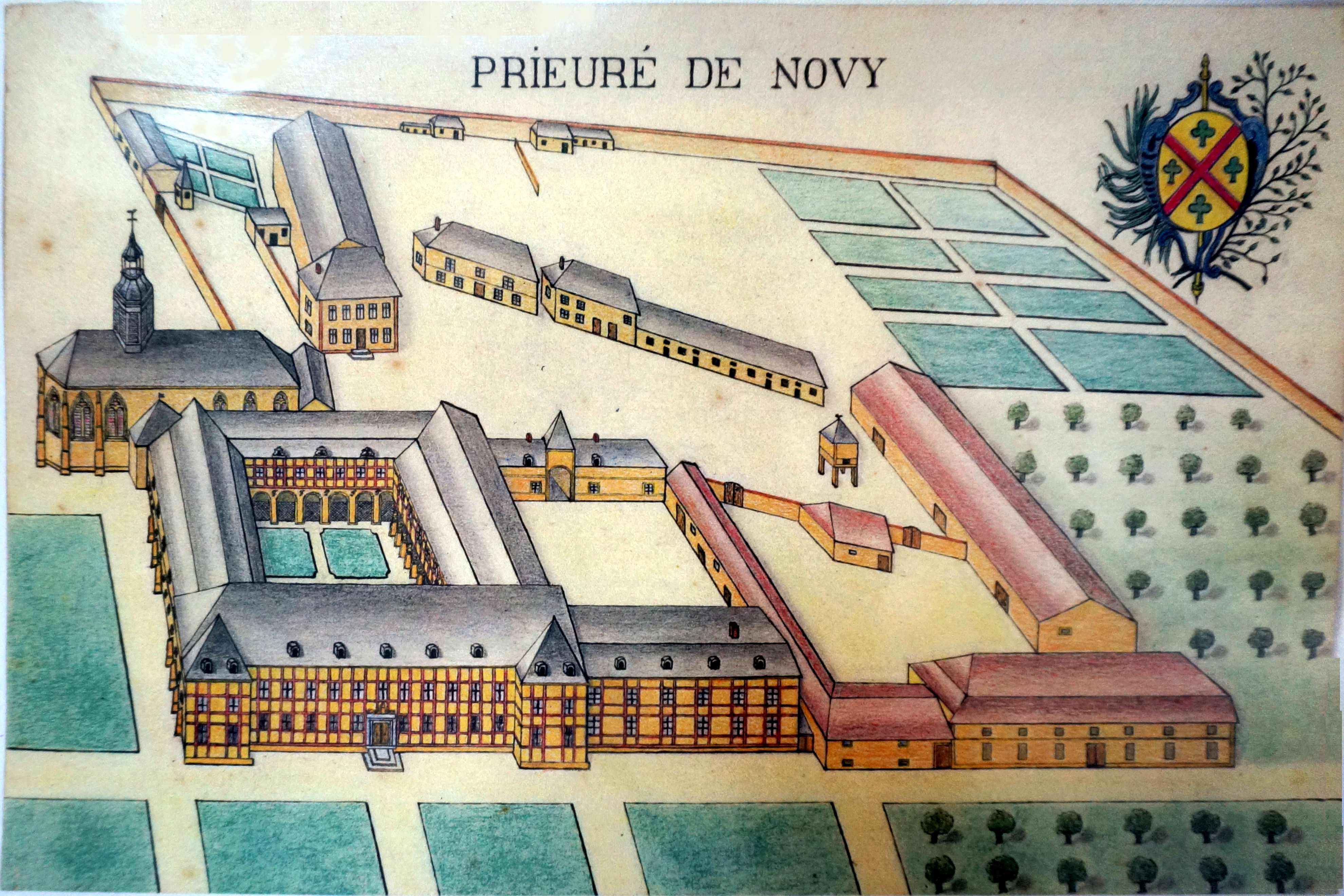
Présentation de l'abbaye.

La communauté monastique disparaît pendant la Révolution française. En 1828, la commune de Novy est regroupée avec celle de Saint Martin Chevrières, sous le nom de Novy-Chevrières.

## Politique et administration
| Période                                  | Période                   | Identité                                    | Étiquette | Qualité     |
| ---------------------------------------- | ------------------------- | ------------------------------------------- | --------- | ----------- |
| 1908                                     | 1921                      | Gustave Pillière                            |           | Agriculteur |
| 1953                                     | 1977                      | Marc Vadez                                  |           | Agriculteur |
| avant 1981                               | ?                         | Michel Fournet                              |           |             |
| Janvier 2011                             | En cours (au 28 mai 2020) | Yves Beguin, Réélu pour le mandat 2020-2026 |           |             |
| Les données manquantes sont à compléter. |                           |                                             |           |             |

## Démographie
L'évolution du nombre d'habitants est connue à travers les recensements de la population effectués dans la commune depuis 1793. Pour les communes de moins de 10 000 habitants, une enquête de recensement portant sur toute la population est réalisée tous les cinq ans, les populations de référence des années intermédiaires étant quant à elles estimées par interpolation ou extrapolation. Pour la commune, le premier recensement exhaustif entrant dans le cadre du nouveau dispositif a été réalisé en 2007.

En 2022, la commune comptait 744 habitants, en évolution de +5,08 % par rapport à 2016 (Ardennes : −2,97 %, France hors Mayotte : +2,11 %).
| 1793 | 1800 | 1806 | 1821 | 1831 | 1836 | 1841 | 1846 | 1851 |
| ---- | ---- | ---- | ---- | ---- | ---- | ---- | ---- | ---- |
| 577  | 615  | 634  | 620  | 821  | 861  | 861  | 882  | 911  |

| 1866 | 1872 | 1876 | 1881 | 1886 | 1891 | 1896 | 1901 | 1906 |
| ---- | ---- | ---- | ---- | ---- | ---- | ---- | ---- | ---- |
| 815  | 779  | 780  | 768  | 822  | 740  | 749  | 719  | 681  |

| 1911 | 1921 | 1926 | 1931 | 1936 | 1946 | 1954 | 1962 | 1968 |
| ---- | ---- | ---- | ---- | ---- | ---- | ---- | ---- | ---- |
| 702  | 543  | 574  | 559  | 554  | 529  | 535  | 509  | 476  |

| 1975 | 1982 | 1990 | 1999 | 2006 | 2007 | 2012 | 2017 | 2022 |
| ---- | ---- | ---- | ---- | ---- | ---- | ---- | ---- | ---- |
| 481  | 505  | 578  | 549  | 632  | 645  | 628  | 735  | 744  |

## Héraldique
| Armes de Novy-Chevrières | Les armes de Novy-Chevrières se blasonnent ainsi : D’argent au sautoir de gueules cantonné de quatre trèfles de sinople. |

## Lieux et monuments
- Église Saint-Pierre-du-Prieuré (ou Sainte-Catherine) datant du XVe siècle. L'édifice est classé monument historique en 1912[23].

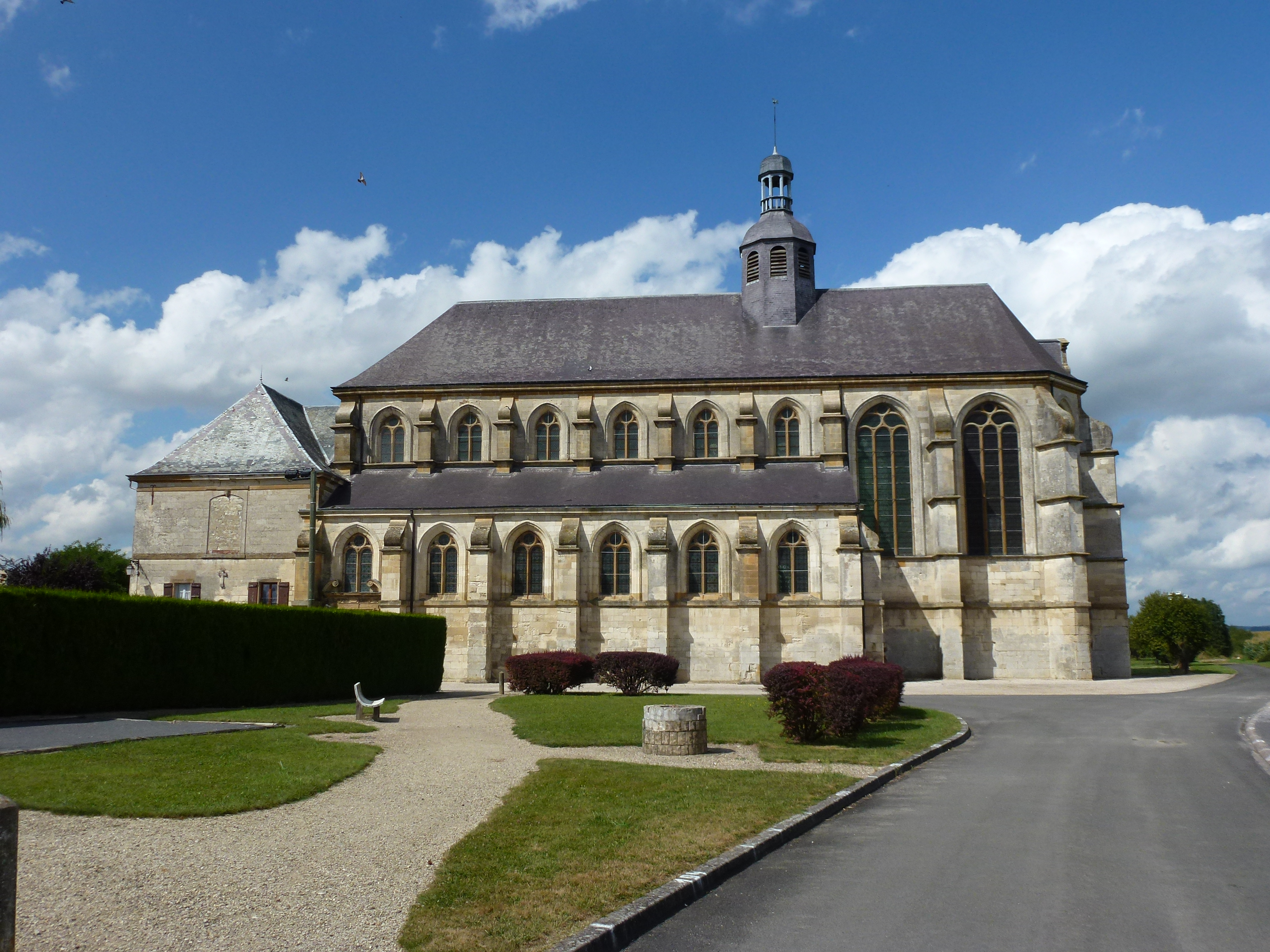
Église Saint-Pierre-du-Prieuré.
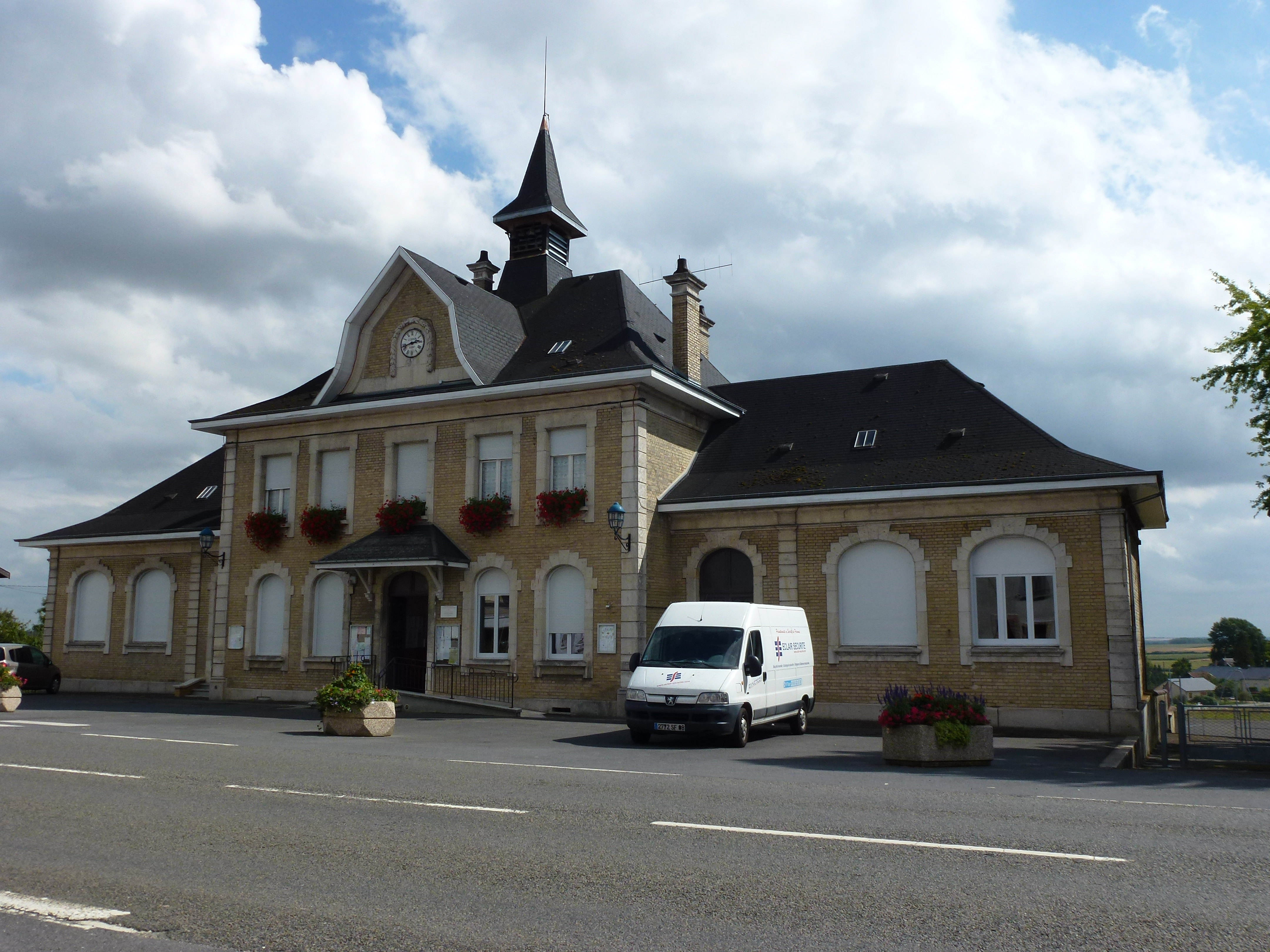
La mairie.
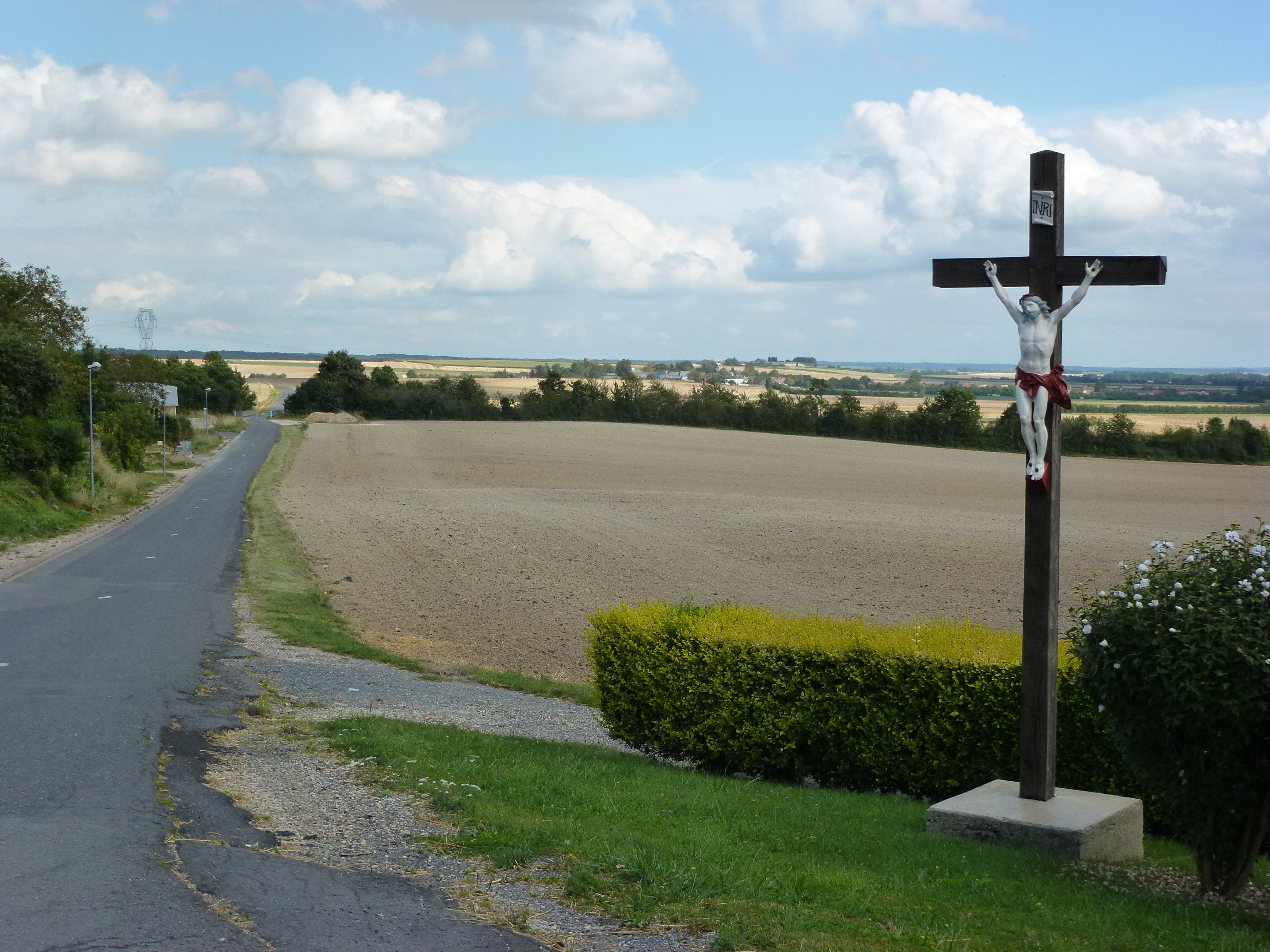
Le croix de chemin et vue sur Lucquy.